# Bathyanthias cubensis
Bathyanthias cubensis là một loài cá biển thuộc chi Bathyanthias trong họ Cá mú. Loài này được mô tả lần đầu tiên vào năm 1958.

## Phân bố và môi trường sống
B. cubensis có phạm vi phân bố ở Tây Đại Tây Dương. Loài cá này được tìm thấy ở ngoài khơi bang Georgia (Hoa Kỳ), dọc theo bờ đông bang Florida, trải rộng xuống khắp Đại Antilles và Bahamas; trong vịnh Mexico, dọc theo bờ biển bang Louisiana và Texas (Hoa Kỳ) đến bang Tamaulipas (Mexico); từ Belize, dọc theo bờ biển Trung Mỹ đến French Guiana. B. cubensis sống ở độ sâu khoảng từ 28 đến 411 m.

## Mô tả
Chiều dài cơ thể tối đa được ghi nhận ở B. cubensis là 15 cm. Đầu và thân màu đỏ nhạt; vùng lưng sẫm màu hơn vùng bụng, với nhiều chấm vàng. Dải hẹp màu vàng từ đỉnh môi trên băng qua má, và một dải tương tự ở sau mắt cùng kéo dài đến nắp mang. Vây lưng và đuôi có màu vàng; rìa trên và dưới của đuôi có các tia màu đen. Vây hậu môn màu vàng nhạt hoặc hơi đỏ.
Số gai ở vây lưng: 8; Số tia vây mềm ở vây lưng: 14 - 15; Số gai ở vây hậu môn: 3; Số tia vây mềm ở vây hậu môn: 8; Số gai ở vây bụng: 1; Số tia vây mềm ở vây bụng: 5; Số tia vây mềm ở vây ngực: 14 - 15.